# Willi Schwenkreis
Willi Schwenkreis, auch  Willy Schwenkreis, (1. Oktober 1905 in Augsburg – 18. November 1983 in Karlsruhe) war ein deutscher Opernsänger (Bariton) und Gesangspädagoge.

## Leben
Nach seiner Ausbildung in München debütierte er 1935 dort in einem Konzert. Von 1935 bis 1937 war er am Pfalztheater Kaiserslautern, von 1937 bis 1938 am Stadttheater Augsburg und von 1938 bis 1941 an der Wiener Volksoper engagiert.
1941 ging er, als Nachfolger von Walter Zimmer nach Leipzig an das Opernhaus, wo er auch als Gesangspädagoge tätig war, wo er bis 1955 verblieb. 1953 sang er dort in der Uraufführung der Oper Wat Tyler von Alan Bush.
Gastauftritte hatte er 1951 am Staatstheater Schwerin und 1955 an der Staatsoper München.
1955 verließ er die DDR und ging nach Karlsruhe, um dort als Pädagoge zu arbeiten.
Bedeutende Rollen waren der „Graf“ in Figaros Hochzeit, der „Pizarro“ im Fidelio, der Fliegende Holländer, der „Telramund“ wie der „Heerrufer“ im Lohengrin, der „Johannes“ in Der Evangelimann von Wilhelm Kienzl, der „Achill“ in Penthesilea von Othmar Schoeck, der „Cardillac“ in der Oper von Paul Hindemith, der „Escamillo“ in Carmen, der „Graf Westmoreland“ in Sly von Ermanno Wolf-Ferrari, der „Scarpia“ in Tosca und „Boris Godunow“.
Besonders erfolgreich war er als „Hans Sachs“ in den Meistersingern, den er mehrfach an der Wiener Staatsoper darbot.
Auch als Konzertsänger war er sehr erfolgreich.
Er war verheiratet mit der Mezzosopranistin Liesl Kurz.